# Erich Emminger

Erich Emminger

Erich Emminger (* 25. Juni 1880 in Eichstätt; † 30. August 1951 in München) war ein deutscher Jurist und Politiker (zunächst Zentrumspartei, dann ab 1918 Bayerische Volkspartei (BVP)). 
Dem Reichstag gehörte er von 1913 bis 1933 an, 1923/24 war er Reichsjustizminister.

## Leben
Emminger war Sohn eines Gymnasialprofessors und einer Notarstochter, nahm nach dem Abitur ein Studium der Rechtswissenschaften in Münster auf und wurde Mitglied der katholischen Studentenverbindung Askania im KV.
Nach bestandenem Examen war er zunächst als Rechtsanwalt in Augsburg und Nürnberg, dann ab 1909 in Augsburg als Amtsrichter und Staatsanwalt tätig. 1919 erwirkte er als Staatsanwalt einen Schuldspruch wegen Mordes, der nach etlichen Jahren in einem Wiederaufnahmeverfahren als Justizirrtum aufgehoben wurde.
1913 zog Emminger für die Zentrumspartei und den Reichstagswahlkreis Oberbayern 6 in den Reichstag ein. 1918 wurde er Mitglied der BVP. Für diese war er Reichstagsabgeordneter in allen acht Legislaturperioden von 1920 bis 1933: I (ab Juni 1920), II (ab Mai 1924), III (ab Dezember 1924), IV (ab Mai 1928), V (ab September 1930), VI (ab 1932), VII (ab November 1932) und VIII (ab März 1933).
In der Weimarer Republik war Emminger im Kabinett Marx I vom 30. November 1923 bis zum 15. April 1924 Reichsjustizminister. In seine Amtszeit fiel eine Justizreform, die sogenannten „Emminger-Novellen“, die das Prozessrecht betrafen: Die Verordnung über das Verfahren in bürgerlichen Rechtsstreitigkeiten vom 13. Februar 1924 (RGBl. I 135ff.) änderte die ZPO und die Verordnung über Gerichtsverfassung und Strafrechtspflege vom 4. Januar 1924 (RGBl. I 15ff.) die StPO und das GVG, mit der unter anderem das Schwurgericht alter Form (Trennung von Richter- und Geschworenenbank mit Trennung von Straf- und Schuldfrage) abgeschafft wurde und an deren Stelle die einheitliche Richterbank aus drei Berufsrichtern und sechs Geschworenen trat. Emminger trat zurück, weil das Zentrum in Bayern eigene, mit der BVP konkurrierende Kandidaten für den Reichstag aufstellen wollte. Nach der Machtübernahme der Nationalsozialisten stimmte er für Hitlers Ermächtigungsgesetz, zog sich aber nach Auflösung seiner Partei aus der Politik zurück und setzte seine Richterlaufbahn fort.
Emminger wurde Richter am Bayerischen Obersten Landesgericht und nach dessen Auflösung 1935 am Oberlandesgericht München. Dort war er am Urteil in einem von dem langjährigen Erbrechtskommentator des Staudinger, Felix Herzfelder, wegen Honoraransprüchen angestrengten Zivilprozess beteiligt. 1946 stieg er noch zum Präsidenten eines Senats auf und trat 1949 in den Ruhestand.
Sein Sohn Otmar Emminger (1911–1986) war von 1977 bis 1979 Bundesbankpräsident.